# Stenothoe magellanica
Stenothoe magellanica is een vlokreeftensoort uit de familie van de Stenothoidae. De wetenschappelijke naam van de soort is voor het eerst geldig gepubliceerd in 1998 door Rauschert.